# Rallus
Rallus é um gênero de aves da família Rallidae.
As seguintes espécies são reconhecidas:
- Rallus longirostris Boddaert, 1783
- Rallus elegans Audubon, 1834
- Rallus wetmorei Zimmer & Phelps, 1944
- Rallus limicola Vieillot, 1819
- Rallus aequatorialis Sharpe, 1894
- Rallus semiplumbeus Sclater, PL, 1856
- Rallus antarcticus King, 1828
- Rallus aquaticus Linnaeus, 1758
- Rallus indicus Blyth, 1849
- Rallus caerulescens Gmelin, JF, 1789
- Rallus madagascariensis Verreaux, J, 1833